# العلاقات الرومانية الليتوانية
العلاقات الرومانية الليتوانية هي العلاقات الثنائية التي تجمع بين رومانيا وليتوانيا.

## مقارنة بين البلدين
هذه مقارنة عامة ومرجعية للدولتين:
| وجه المقارنة                                              | رومانيا                                                                               | ليتوانيا                                                    |
| --------------------------------------------------------- | ------------------------------------------------------------------------------------- | ----------------------------------------------------------- |
| المساحة (كم2)                                             | 238.40 ألف                                                                            | 65.30 ألف                                                   |
| عدد السكان (نسمة)                                         | 19.59 مليون                                                                           | 2.79 مليون                                                  |
| الكثافة السكانية (ن./كم²)                                 | 82.17                                                                                 | 42.73                                                       |
| العاصمة                                                   | بوخارست                                                                               | فيلنيوس، كاوناس                                             |
| اللغة الرسمية                                             | اللغة الرومانية                                                                       | اللغة الليتوانية                                            |
| العملة                                                    | ليو روماني                                                                            | ليتاس ليتواني، يورو                                         |
| الناتج المحلي الإجمالي (بليون دولار)                      | 211.80 مليار                                                                          | 47.17 مليار                                                 |
| الناتج المحلي الإجمالي (تعادل القوة الشرائية) بليون دولار | 465.56 مليار                                                                          | 84.06 مليار                                                 |
| الناتج المحلي الإجمالي الاسمي للفرد دولار أمريكي          | 9.47 ألف                                                                              | 14.15 ألف                                                   |
| الناتج المحلي الإجمالي للفرد دولار أمريكي                 | 23.63 ألف                                                                             | 27.69 ألف                                                   |
| مؤشر التنمية البشرية                                      | 0.793                                                                                 | 0.839                                                       |
| رمز المكالمات الدولي                                      | +40                                                                                   | +370                                                        |
| رمز الإنترنت                                              | .ro                                                                                   | .lt                                                         |
| المنطقة الزمنية                                           | ت ع م+02:00، ت ع م+03:00، أوروبا/بوخارست ‏، توقيت شرق أوروبا، توقيت شرق أوروبا الصيفي ‏ | ت ع م+02:00، ت ع م+03:00، أوروبا/فيلنيوس ‏، توقيت شرق أوروبا |

## مدن متوأمة
في ما يلي قائمة باتفاقيات التوأمة بين مدن رومانية وليتوانية:
- ترتبط سيريت مع بريناي باتفاقية توأمة.
- ترتبط ترجوفيشت مع تراكي باتفاقية توأمة.
- ترتبط Pucioasa [الإنجليزية]‏ مع يونافا باتفاقية توأمة.
- ترتبط مقاطعة مارامورس مع بانيفيزيس باتفاقية توأمة منذ 12 مارس 2015.

## منظمات دولية مشتركة
يشترك البلدان في عضوية مجموعة من المنظمات الدولية، منها:
| علم المنظمة | اسم المنظمة                               | تاريخ انضمام رومانيا | تاريخ انضمام ليتوانيا |
| ----------- | ----------------------------------------- | -------------------- | --------------------- |
|             | المنظمة الأوروبية لسلامة الملاحة الجوية   | 1996                 | 2006                  |
|             | منظمة الشرطة الجنائية الدولية             | ?                    | ?                     |
|             | الاتحاد البريدي العالمي                   | ?                    | ?                     |
|             | مركز تنسيق الحركة في أوروبا ‏              | ?                    | ?                     |
|             | حلف شمال الأطلسي                          | 29 مارس 2004         | 29 مارس 2004          |
|             | منظمة التجارة العالمية                    | 1995                 | ?                     |
|             | مجموعة الموردين النوويين                  | ?                    | ?                     |
|             | مؤسسة التنمية الدولية                     | 12 أبريل 2014        | 23 سبتمبر 2011        |
|             | اتفاقية السماوات المفتوحة                 | ?                    | ?                     |
|             | منظمة الأمن والتعاون في أوروبا            | 25 يونيو 1973        | 10 سبتمبر 1991        |
|             | Strategic Airlift Capability ‏             | ?                    | ?                     |
|             | مؤسسة التمويل الدولية                     | 23 سبتمبر 1990       | 15 يناير 1993         |
|             | مجلس أوروبا                               | 7 أكتوبر 1993        | ?                     |
|             | منظمة حظر الأسلحة الكيميائية              | ?                    | ?                     |
|             | الأمم المتحدة                             | 14 ديسمبر 1955       | 17 سبتمبر 1991        |
|             | الاتحاد الدولي للاتصالات                  | 9 فبراير 1866        | 1 يوليو 1923          |
|             | الاتحاد الأوروبي                          | 2007                 | 1 مايو 2004           |
|             | البنك الدولي للإنشاء والتعمير             | 15 ديسمبر 1972       | 6 يوليو 1992          |
|             | المركز الدولي لتسوية المنازعات الاستشارية | 12 أكتوبر 1975       | 5 أغسطس 1992          |
|             | وكالة ضمان الاستثمار متعدد الأطراف        | 10 سبتمبر 1992       | 8 يونيو 1993          |
|             | يونسكو                                    | 27 يوليو 1956        | 7 أكتوبر 1991         |

## وصلات خارجية
- موقع وزارة الخارجية الرومانية
- موقع وزارة الخارجية الليتوانية